# 米尔科·诺沃塞尔
米尔科·诺沃塞尔（1938年6月30日—2023年7月20日），出生于萨格勒布，克罗地亚篮球运动员、教练，曾执教南斯拉夫国家篮球队获得三次奥运会奖牌。
2007年，诺沃塞尔入选篮球名人堂。